# Itajaí (canhoneira)
O Vapor Itajaí foi um navio de guerra do tipo canhoneira operado pela Armada Imperial Brasileira e construído na Inglaterra, sendo incorporado em 1858. Participou da Guerra do Paraguai.

## Histórico

### Construção
A canhoneira a vapor Itajaí foi construída na Inglaterra, tendo seu lançamento ocorrido em 1857. A construção esteve sob supervisão do Almirante Tamandaré e, após testes, foi incorporada à armada em maio de 1858. Recebeu o nome Itajaí em homenagem à cidade portuária de Itajaí, na província de Santa Catarina. Seu primeiro comandante foi o tenente Inácio Joaquim da Fonseca.

### Serviço
Partiu para o Brasil em 9 de maio de 1858, passando por Lisboa, no dia 17, para as festividades da chegada da rainha Dona Estefânia. Após 37 dias de viagem, atracou no Recife, no dia 14 de junho. Em 1 de julho, chegou ao Rio de Janeiro acompanhado dos navios de sua classe Mearim, Ibicuí e Tietê. Durante a Guerra do Paraguai, o Itajái participou de algumas batalhas incluindo a Batalha de Paso de Mercedes em 1865. Permaneceu na ativa até 1873.